# Koszary Dwernickiego w Suwałkach
Koszary Dwernickiego (koszary kawaleryjskie) – kompleks koszarowy Wojska Polskiego II Rzeczypospolitej znajdujący się na terenie garnizonu Suwałki. 
Budowę suwalskiego kompleksu koszarowego przeznaczonego dla rosyjskiego 2 lejb-dragońskiego Pskowskiego Pułku Jej Wysokości Imperatorowej Marii Fiodorowny rozpoczęto w roku 1898. W założeniach miał on pomieścić około 1000 ludzi i 710 koni. Zajmował powierzchnię 34,70 ha. W jego skład wchodziło 38 obiektów. Koszary usytuowane były w rejonie dzisiejszych ulic: Pułaskiego – Podhorskiego – Modrzewiowej i Świerkowej.
Po I wojnie światowej koszary przejęło Wojsko Polskie. Do września 1921 zakwaterowany był w nim 24 pułk piechoty. W tym też roku na terenie koszar ulokowany został przenoszony z Włodawy 2 pułk Ułanów Grochowskich. Stan techniczny koszar był jednak niezadawalający. Spalonych było pięć budynków, a kilkanaście wymagało gruntownego remontu. W latach 1923–1926 w budynkach usytuowanych w południowo-zachodnim narożniku kompleksu została umieszczona Szkoła Podchorążych Rezerwy Jazdy, a w latach 1927–1939 część pododdziałów batalionu KOP. Do 1 kwietnia 1934 w koszarach siedzibę miało dowództwo brygady kawalerii. Od marca 1930 do połowy 1933 funkcjonowała tu także Szkoła Podoficerska CKM Brygady Kawalerii „Suwałki”. W 1933 na terenie koszar utworzono skład akt dowództwa Brygady Kawalerii „Suwałki” oraz Komendy Placu Suwałki. W 1937 rozlokowano tu szwadron łączności Suwalskiej Brygady Kawalerii.
W 1927 w koszarach zaczęto przygotowywać skwer „za budynkiem oficerskim nr 7”, gdzie 27 maja 1928 odsłonięto pomnik ku czci ułanów poległych w latach 1917–1920. Jesienią 1931 wzniesiono reprezentacyjną bramę wjazdową do koszar, a 26 lipca 1932, w trakcie obchodów piętnastolecia pułku, na wprost niej odsłonięto pomnik szefa pułku gen. Józefa Dwernickiego.
Do czasów współczesnych (2019) obiekty Koszar Dwernickiego zachowały się w dość dobrym stanie i pełnią głównie funkcje mieszkalne. Jeden z budynków przekształcono w hotel, część pozostaje nieużytkowana. W latach 2007–2008 rozebrano dwa obiekty: ambulans weterynaryjny (z zachowanymi żłobami) i krytą ujeżdżalnię.

## Zabytek
Zespół koszar wpisany jest do rejestru zabytków województwa podlaskiego (nr rej.: 30.03.1990), wpis obejmuje:
- kasyno
- 5 budynków koszarowych
- budynek koszarowy z kaplicą (nr rej.: jw. i A-581 z 29.01.2015)